# Senaat (Rwanda)

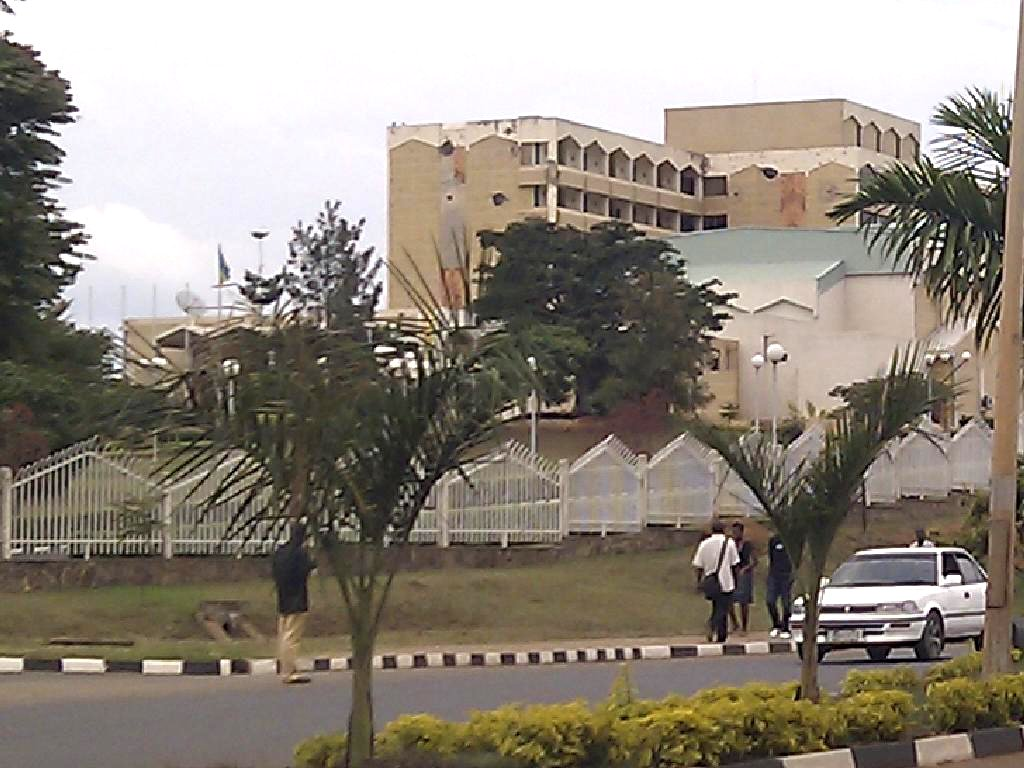
Gebouw waarin het Parlement van Rwanda is gevestigd in Kigali, de hoofdstad van Rwanda

De Senaat (Frans: Sénat) is het hogerhuis van het parlement van Rwanda en telt 26 leden waarvan er 12 worden gekozen door de provinciale raden, lokale comités, gemeenteraden e.d. voor een termijn van acht jaar. Vier senatoren worden gekozen door het Forum van Politieke Organisaties (d.w.z. de politieke partijen) en twee senatoren worden gekozen als vertegenwoordigers van de universiteiten (een voor de staatsuniversiteit en een voor de privé-universiteit) en acht senatoren worden door de president van de republiek benoemd als vertegenwoordigers van minderheidsgroepen en historisch gemarginaliseerden.
In 2019 werden er verkiezingen gehouden voor de Senaat.
De Senaat werd in 2003 ingesteld; voor die tijd kende Rwanda een eenkamerparlement. Voorzitter van de Senaat is sinds 2019 Augustin Iyamuremye. Hij behoort tot de Parti social-démocrate (PSD). Hij is een van de door de president benoemde leden van de Senaat.
Het lagerhuis van het parlement van Rwanda is de Kamer van Afgevaardigden (Chambre des députés).